# Торгова площа (Лісабон)
Торгова площа (Praça do Comércio) розташована в місті Лісабон, Португалія. Розміщується недалеко від річки Тахо, площа також знана як Terreiro do Paço (Палацовий двір), тому що розташована біля колишнього Палацу Рібейра (Королівський палац Рібейра), що був зруйнований великим Лісабонськоим землетрусом 1755 року. Після землетрусу площа була повністю перебудована в рамках реконструкції Байші, за наказом Себаштіана де Карвалю, 1-го маркіза Помбала, який був міністром королівства Португалії з 1750 по 1777 році, під час правління Жозе I, короля Португалії.

## Історія

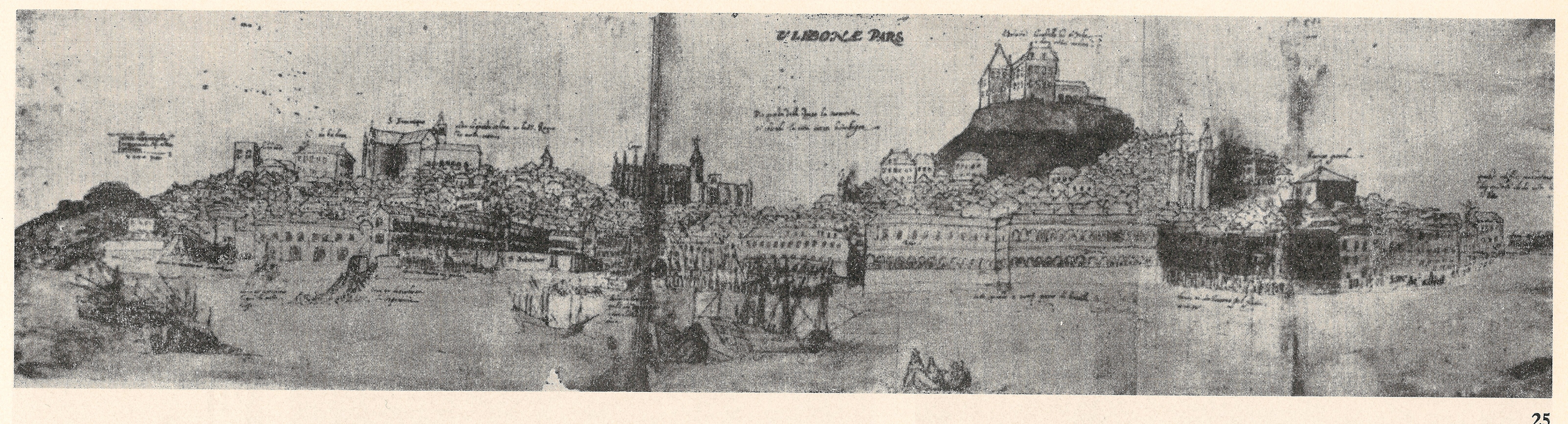
Площа 1575

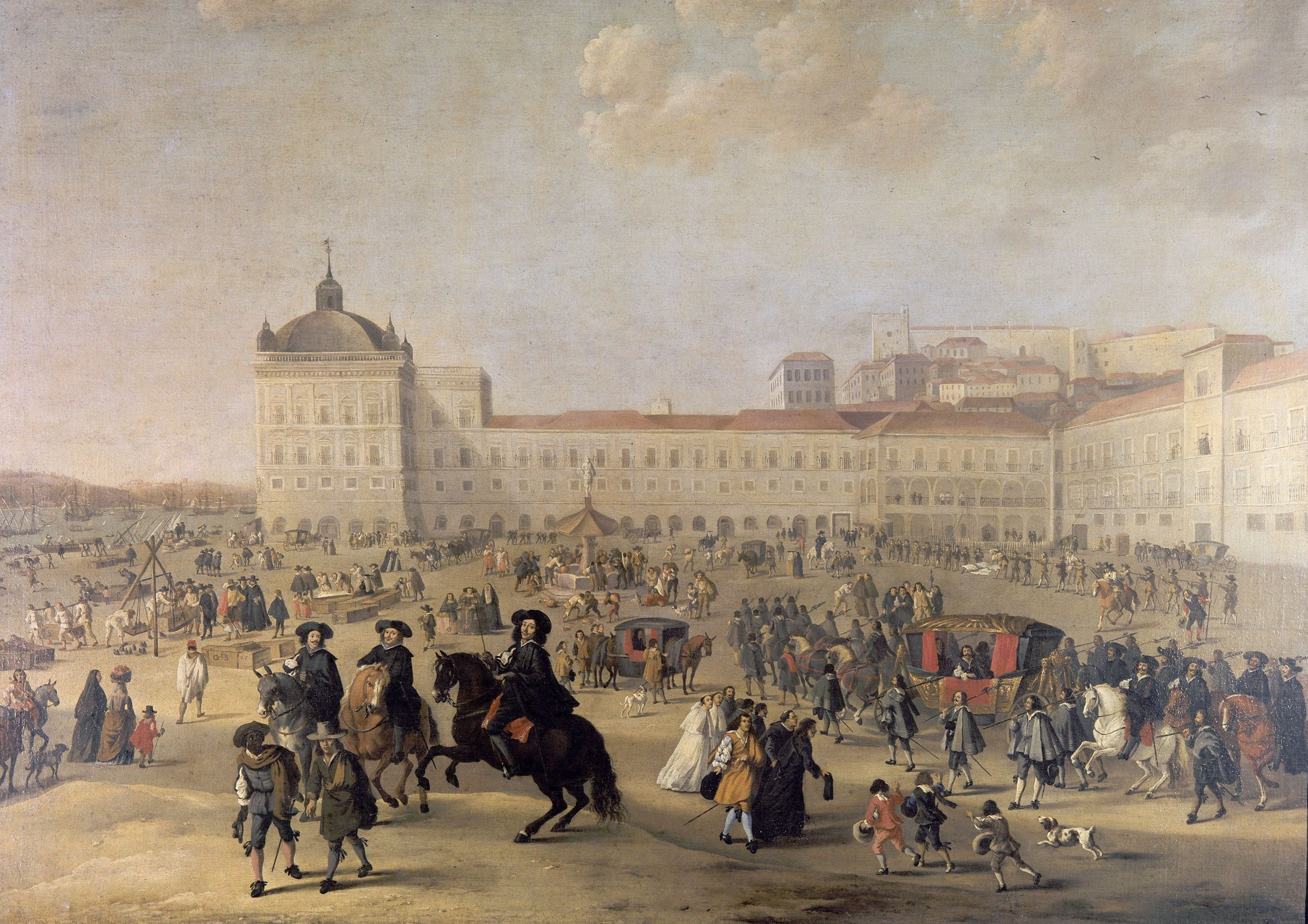
Площа 1662 р

Розвиток міста на березі річки Тахо (Рібейра) отримав імпульс на початку 16 століття, коли король Мануел I побудував нову королівську резиденцію – Рібейра палац на березі річки, за міськими стінами. Район забудовували портами, суднобудівними спорудами (у Рібейра-Даш-Науш), Каса да Індія та іншими адміністративними будівлями, які регулювали торгівлю між Португалією та іншими частинами Європи та її колоніями в Африці, Азії і Америці.
1 листопада 1755, під час правління короля Жозе I, великий землетрус з подальшим цунамі і пожежа знищила більшу частину Лісабона, зокрема Палац Рібейра та інші будівлі на березі річки. Прем'єр-міністр, Маркіз Помбал, координував відновлення міста, яке очолив португальський архітектор Евгеніу Душ Сантуш. Він розробив велику, прямокутну площу, у формі літери "U", відкриту в бік річки Тахо. Будівлі навколо нагадують монументальні споруди зруйнованого палацу Рібейра. Його план був реалізований майже повністю, хоча декоративні деталі були змінені, східна вежа на майдані і арка з вулиці Аугусто були закінчено тільки в 19 столітті. Цю Тріумфальну арку завершено 1873 року, вона споруджена за проєктом португальського архітектора Сантуша де Кавалью. Прохід в напрямку вулиці Августа з'єднує цю площу з іншою відомою лісабонською площею Россіо. Арку да Руа Аугуста завершив Веріссіму да Кошта. Вона має годинник і статуї Слави, Винахідливості і Сміливості: постаті Віріата, Нуну Алвареша Перейри, Васко да Гама і Маркіза Помбала.
Площу назвали Площею Комерції, щоб показати свою нову функцію в економіці Лісабону. Будівлі площі були заповнені з державними установами, що регулювали митну та портову діяльності. Основою ансамблю стала кінна статуя короля Жозе I, встановлена 1775 року в центрі площі. Цю бронзову статую, перший монументальний пам'ятник, присвячений королю, розробив португальський скульптор Жоакім Мачаду де Кастру.
На 1 лютого 1908 року на площі було скоєно вбивство Карлуша I, передостаннього короля Португалії. На зворотному шляху з палацу Віла-Висоза до королівського палацу в Лісабоні Карлуш I і його сім'я пройшли через Площу Комерції. Постріли були зроблені з натовпу двома убивцями: Альфреду Луїш да Кошта і Мануел Буїса. Король одразу ж помер, його спадкоємцем Луїш Філіпе був смертельно поранений, і принц Мануель був поранений в руку. Убивці були розстріляні на місці співробітниками поліції і пізніше визнані членами Республіканської партії – яка двома роками пізніше скинула португальську монархію.
На південному кінці площі, біля самого пругу води були грандіозні мармурові сходи, що призначалися для прибуття королівських сановників. Ці сходи до землетрусу 1755 року вели прямо в королівський палац.
10 червня, День Португалії, на площі повно військових та глядачів, які святкують цей День.
На площі розміщене найстаріше кафе в місті, Мартинью- да Аркада (з 1782 року). Тут же розташований готель Pousada.
Торгову площу класифікують як національний пам'ятник Португалії з 1910 року.
Західна вежа площі містить Музей Лісабона.

## Галерея

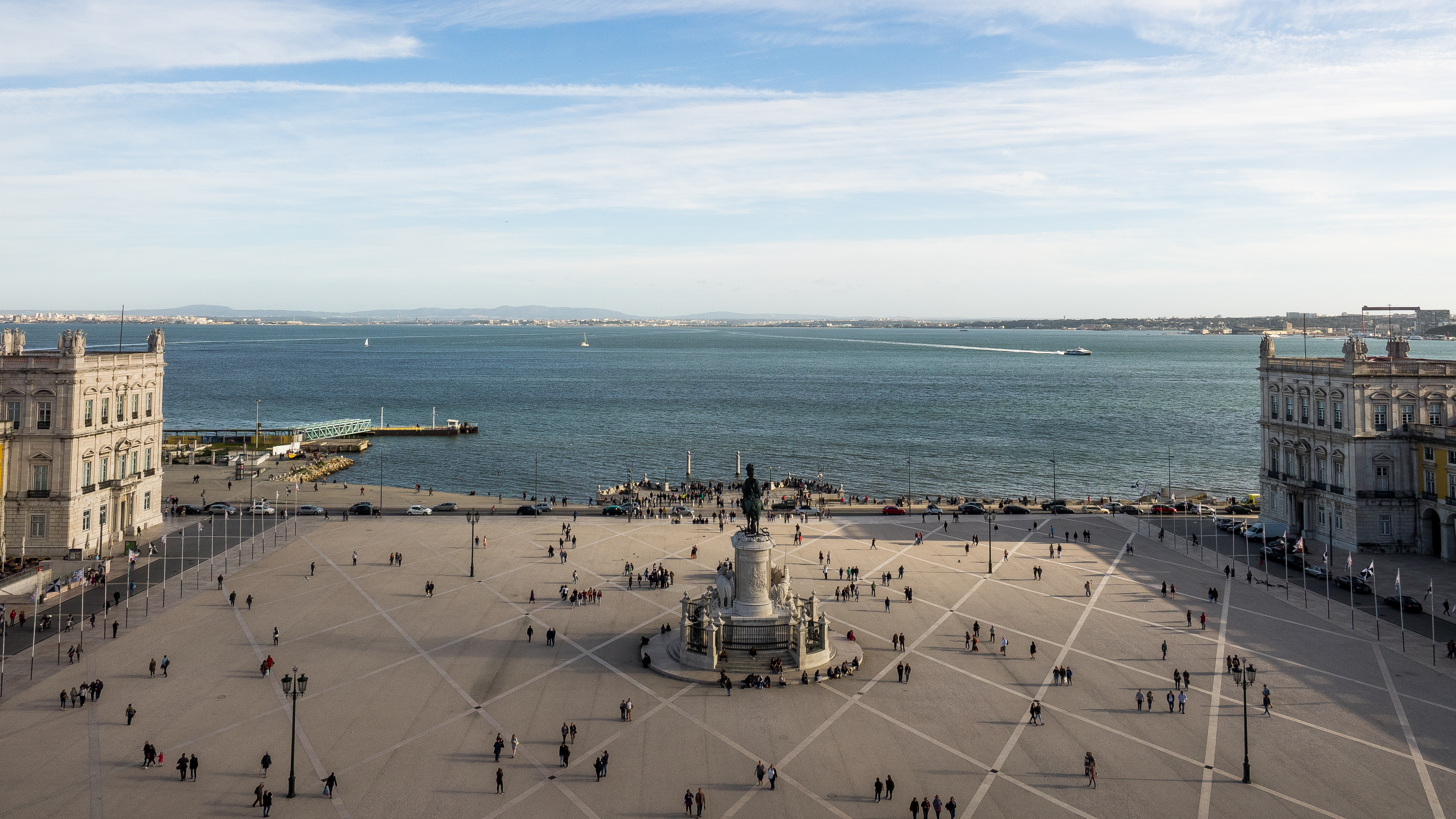
Площа 2017
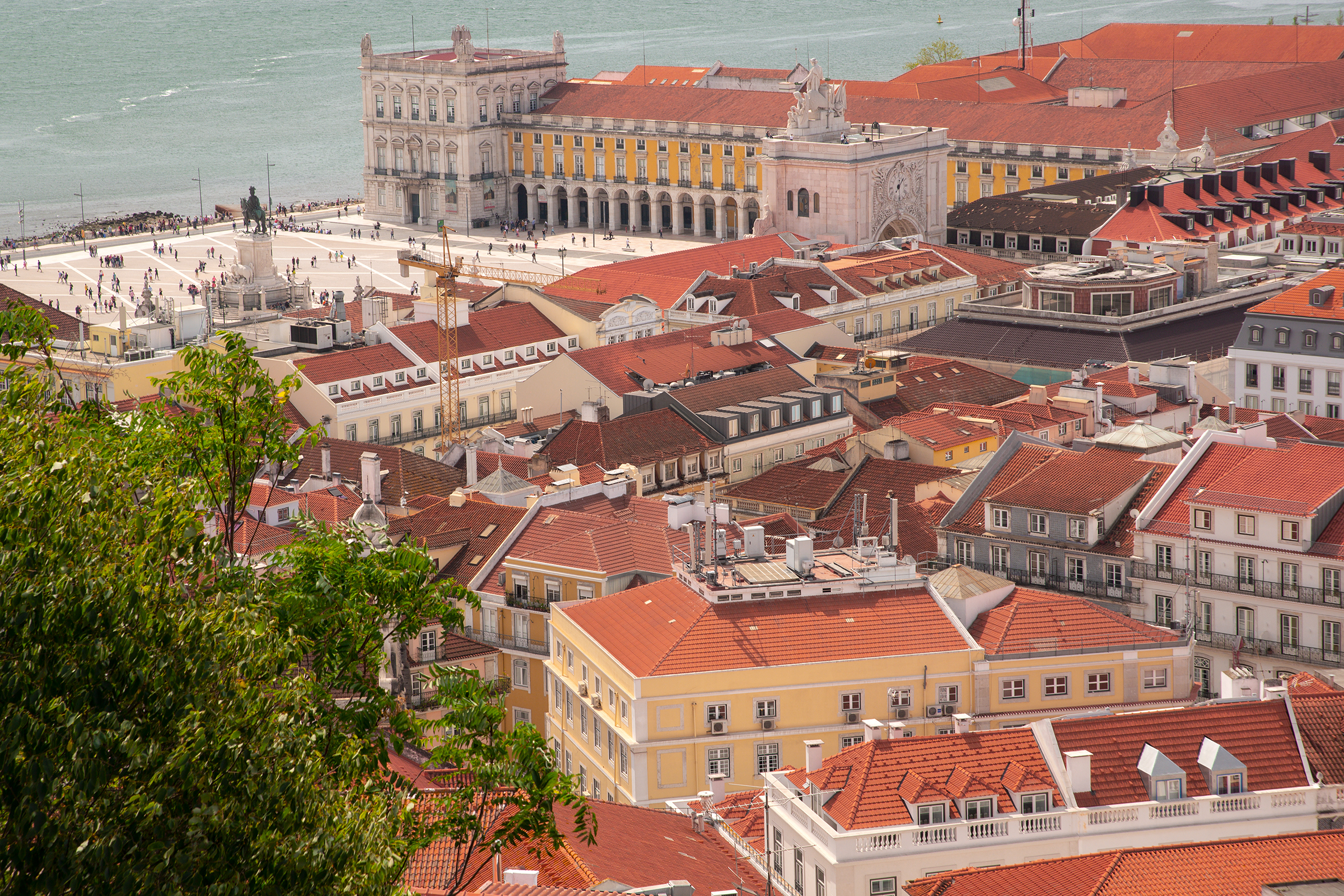
Вигляд на площу з Замку Святого Георгія
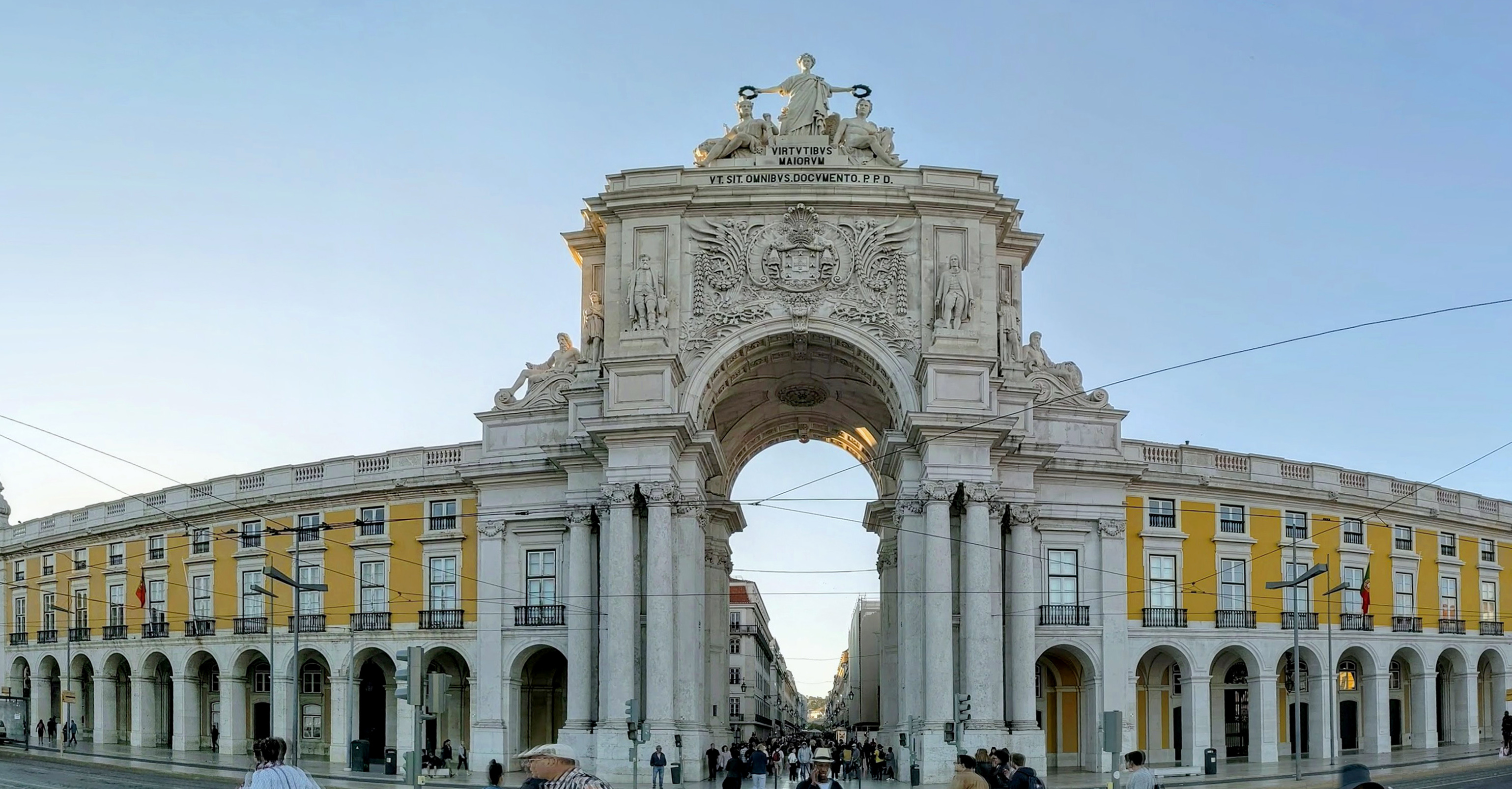
Тріумфальна арка та Руа Аугуста панорамний вид з площі
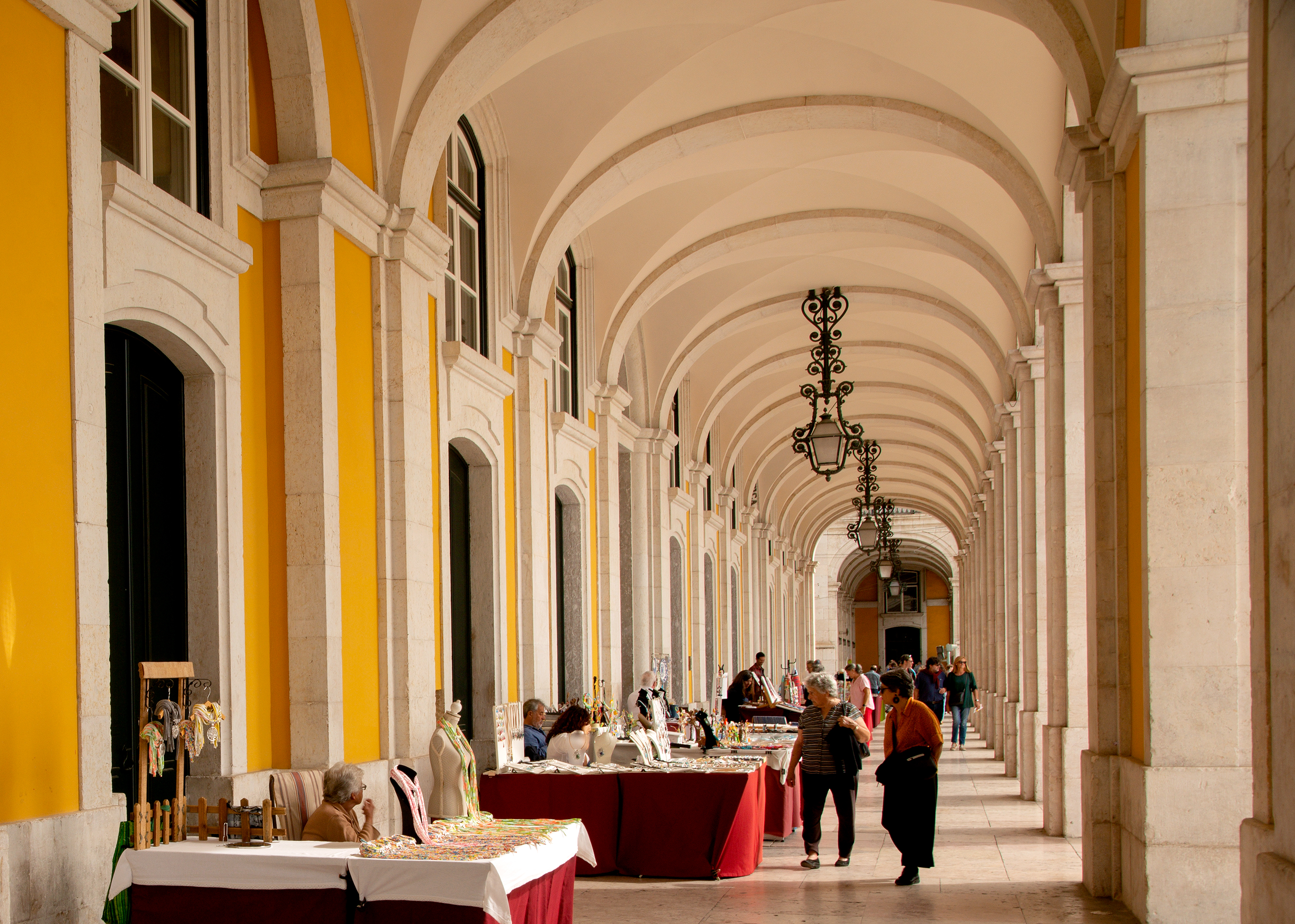
Арки по обидві сторони площі включають в магазини, ресторани і офіси
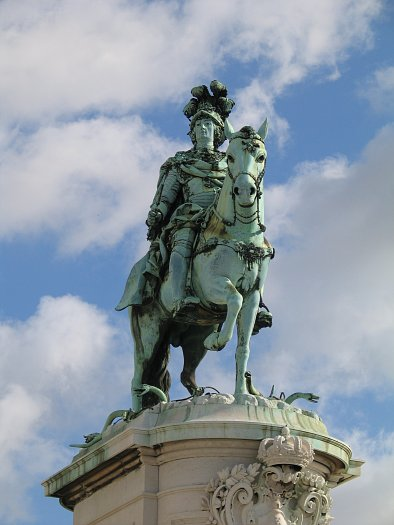
Статуя короля Жозе I, скульптора Мачаду де Каштру (1775). Король на своєму коні символічно чавить змій на його шляху.